# Soft Computing
Ne pas confondre avec le terme : Soft computing
Soft Computing est une société de services informatiques et marketing, centrée autour du CRM, de l'informatique décisionnelle et du e-Business. 

## Historique
La société est créée en 1984 par Gilles Venturi et Eric Fischmeister. En 2018, le groupe Publicis tente d'en prendre le contrôle ; le rachat est confirmé en février 2019.

## Activités
L'entreprise employait en 2017 environ 400 salariés, le chiffre d’affaires était de près de 40 millions d’euros. Parmi ses clients figuraient notamment la SNCF, EDF, la Fnac, l’Oréal et Axa.

## Ouvrages
- René Lefébure, Gilles Venturi, Le data mining, Eyrolles, 1998  (ISBN 2-212-08981-3)
- René Lefébure, Gilles Venturi, Gestion de la relation client, Eyrolles, 2004  (ISBN 2-212-11331-5)

## Bourse
Soft Computing est cotée à Paris dans le compartiment C de NYSE Euronext (ISIN : FR0000075517, Symbole : SFT).